# 竹中精麦所水車水路跡
竹中精麦所水車水路跡（たけなかせいばくじょすいしゃすいろあと）は、京都府京都市左京区にある大正時代の水車動力による精麦所の水路跡。

## 歴史
この水路は琵琶湖疏水が明治23年に完成し、同年に水車用水使用申請第2号として明治24年に第1号・2号同時に許可された水路である。
1917年（大正6年）、竹中精麦所の竹中亀吉が4代目の所有者となり、精麦所の直径5m近い大水車を回すために用いられた。三条通からも臨めた水車の巨大さに、通称「水車の竹中」と呼ばれ親しまれていたという。商標は「司麦」を用いていた。琵琶湖疏水と白川の分水点下流近くに位置しているが、水の取り入れは白川ではなく琵琶湖疏水から直接行われている。
稼働していた当時は水量もあり、その水車動力を用いて精麦、精白の臼を24時間稼働でついていた。麦は精麦後俵詰めされ、卸す問屋も営んでおり、脚気予防に注目した陸軍省等も顧客としていた。工場からの積み出しは、初期には荷馬車、後期は三輪トラックが用いられた。
食料管理令の強化等を理由として1940年（昭和15年）に工場は閉鎖された。
往事、周辺の岡崎、夷川一帯には、琵琶湖疏水を利用した同様の水車及び水路は数多くあったが、ほぼ全て暗渠となり、原型をとどめる水車水路としては唯一のものとなっている。町工場による疏水の水力利用の歴史を伝えるものとして、産業遺跡としての保存運動が行われている。

## 施設
水路の他に、手前に工場跡の空き地、北側に住居家屋、周囲に従業者の住居等が残されている。また、南に少し下った水路脇にある三谷稲荷社は、水路と一帯の安全祈願のために祀られたものである。

## 周辺環境
- 水車の竹中径 - 精麦された俵を運ぶ荷馬車が通った白川沿いの通路は、現在「水車の竹中径」と名付けて、歴史景観を保存しようとする活動が行われている。
- 白川にかかる一本橋 - 精麦所少し北、白川にかかる名前のない一本橋は、対岸（左岸）のマンションがニチレイの工場であったころ、製氷に利用されていたおがくずを右岸の広場に干しに行く際に、利用されたもの。
- 白川児童プール - 琵琶湖疏水白川分水地点直下流（白川側）に存在する、川をせき止めてプールにするための堰。1958年（昭和33年）に設置され、地域の子ども達に親しまれたが、昭和40年代に水質悪化のため使用禁止となった。

## 関連資料
- 国立文化財機構奈良文化財研究所文化遺産部景観研究室編『京都岡崎の文化的景観調査報告書』京都市文化市民局文化芸術都市推進室文化財保護課, 2013.3
奈良文化財研究所の景観研究室では、京都岡崎地区の文化的景観について調査研究を実施している（岡崎の水利用と生活生業をふくむ）